# Parcul dendrologic din Storojineț
Parcul dendrologic din Storojineț este unul din principalele obiective turistice din regiunea Cernăuți. Este înscris pe lista patrimoniului național al Ucrainei. Se află în subordinea Colegiului de silvicutură din Storojineț. 
Parcul a fost fondat în anul 1912 ca grădină a palatului baronilor von Orenstein (în incinta căruia acum activează Colegiul de silvicultură din Storojineț). Colecția parcului numără circa 1200 de specii de plante, dintre care 70% sunt specii aclimatizate în Bucovina.